# Route nationale 211
Die N211 war eine französische Nationalstraße, die 1898 zwischen der N85 westlich von Séranon und Entrevaux festgelegt wurde. Sie wurde als strategische Achse angelegt und geht auf keine route impériale zurück, da sie auf dem Gebiet der ehemaligen Grafschaft Nizza liegt, die erst 1860 zu Frankreich kam. Ihre Länge betrug 40 Kilometer. In der Michelinkarte 81 von 1966 ist der Abschnitt zwischen einer Kreuzung bei Castellet-Saint-Cassien und Briançonnet als „chemin de chars“ eingezeichnet, sowie nördlich davon als diffizile/gefährliche Route. 1973 erfolgte die Abstufung. 1978 wurde die Nummer erneut verwendet für die ehemalige Trasse der N514B und damit als Funktion eines Seitenastes der N201. Diese wurde 2006 abgestuft.

## N211a
Die N211A war von 1933 bis 1973 ein Seitenast der N211, der von ihr in Briançonnet abzweigte und nach Puget-Théniers führte. Dazu wurde die von Briançonnet bis zur Pont des Miolans die Gc11 und von der Brücke bis Puget-Théniers ein Teilabschnitt der Gc17 des Département Alpes-Maritimes aufgestuft. Die Länge der Straße betrug 33 Kilometer. Sie wurde zur D2211A abgestuft.